# جودي براون (لاعبة كرة الشبكة)
جودي براون (بالإنجليزية: Jodi Brown)‏ هي لاعبة كرة الشبكة نيوزيلندية، ولدت في 6 مايو 1981 في وانجانوي في نيوزيلندا.

## روابط خارجية
- جودي براون على موقع اتحاد ألعاب الكومنولث (مؤرشف) (الإنجليزية)